# Jewgeni Pawlowitsch Glebow
Jewgeni Pawlowitsch Glebow (russisch Евгений Павлович Глебов; * 10. Oktober 1924 im Dorf Sabunschin, bei Baku; † 23. Oktober 1975 in Baku) war ein sowjetischer Konteradmiral. Er kommandierte vom 30. Juni 1974 bis Dezember 1975 die Kaspische Rotbanner-Offiziershochschule der Seestreitkräfte S.M. Kirow der Sowjetischen Seekriegsflotte in Baku.

## Leben
Glebow wurde in einer Arbeiterfamilie geboren. 1940 trat er Marine-Spezialschule ein. Nach deren Abschluss begann er 1942 eine Ausbildung an der Kaspischen Seekriegshochschule.  1948 wurde er Mitglied der KPdSU. Von 1946 bis 1949 diente er auf U-Booten der Nordflotte. Anschließend nahm er eine Lehrtätigkeit an der Frunse-Seekriegshochschule auf. Er promovierte 1956, fand als Lehrstuhlleiter sowie stellvertretender Schulleiter Verwendung und wurde 1972 Professor.
Glebow veröffentlichte mehr als 60 größere wissenschaftliche Arbeiten sowie Lehrbücher und Monografien. Außerdem war er Abgeordneter des Bakuer Stadtsowjets.
Beigesetzt wurde er auf dem Leningrader Serafim-Friedhof.

## Werke
- Н. И. Сигачев, Е. П. Глебов, А. А. Якушенков: Курс кораблевождения. Leningrad 1961, S. 599.

## Auszeichnungen
- Orden des Roten Sterns
- weitere Medaillen